# ストロベリー (SADSの曲)
「ストロベリー」は、日本のバンド、SADSの5枚目のシングル。

## 概要
- 4枚目のシングル「忘却の空」と同時発売。
- 初回プレス特典：特殊フィルムシートB封入。
- アルバム「BABYLON」ではアルバム収録にあたって冒頭のクリック音がカットされている。

## 収録曲
| 全作詞: 清春。 |                          |           |           |               |      |
| #              | タイトル                 | 作詞      | 作曲      | 編曲          | 時間 |
| 1.             | 「ストロベリー」         | 清春      | Sads      | Sads/土方隆行 | 6:17 |
| 2.             | 「Smash It Up」          | 清春      | Sads      | Sads/土方隆行 | 2:32 |
| 3.             | 「ELEMENT OF BLOOD」(SE) | 清春      | OTO       | OTO           | 0:57 |
| 合計時間:      | 合計時間:                | 合計時間: | 合計時間: | 9:46          |      |